# Pëtr Nikitič Trubeckoj
Principe Pëtr Nikitič Trubeckoj, in russo Пётр Никитич Трубецкой? (15 agosto 1724 – 23 maggio 1791), è stato un politico e scrittore russo.

## Biografia
Era il primogenito di Nikita Jur'evič Trubeckoj, e della sua prima moglie, la contessa Anna Gavril'evna Golovkina. 

## Carriera
Partecipò, con il padre, alla guerra russo-turca ed entrò nel Reggimento Preobraženskij.
Nel 1764 venne nominato da Caterina II membro del consiglio privato e senatore. 

## Matrimonio
Nel 1743 sposò Natal'ja Vasil'evna Chovanskaja (1728-1761), la figlia più giovane del principe Vasilij Petrovič Chovanskij. Ebbero quattro figli:
- Vasilij Petrovič (1752-1771);
- Ekaterina Petrovna (1744-1815), sposò Aleksandr Sergeevič Stroganov;
- Anastasija Petrovna (1757-?), sposò Viktor Ivanovič Drenowski;
- Aleksandra Petrovna (1760-?), sposò Fëdor Demercov.

Era un appassionato di letteratura, di manoscritti, in particolare quelli legati alla storia della famiglia. Fu membro onorario dell'Accademia Imperiale delle Arti.

## Morte
Morì il 23 maggio 1791. Fu sepolto nel Monastero di Aleksandr Nevskij.